# OVO Hydro
A OVO Hydro, antes chamada de The SSE Hydro, é uma arena polivalente localizada dentro do Scottish Event Campus em Glasgow, na Escócia. A arena foi inicialmente chamada de Hydro em homenagem ao seu principal patrocinador, a companhia de energia Scottish & Southern Energy, subsidiária da Scottish Hydro. A empresa, então, renomeou a si e às suas empresas subsidiárias como SSE, no entanto, o nome Hydro foi mantido apesar de não ser mais uma denominação comercial. A arena foi projetada pelos arquitetos londrinos Foster + Partners e inaugurada oficialmente em 30 de setembro de 2013, com um show do cantor britânico Rod Stewart.
A OVO Hydro vendeu 751.487 ingressos em 2016, tornando-se a oitava arena de música mais movimentada do mundo em termos de venda de ingressos. Ela também sediou o primeiro evento da UFC na Escócia - um evento impossível de ser realizado em qualquer outra arena do país.